# Liste der denkmalgeschützten Objekte in Emmersdorf an der Donau
Die Liste der denkmalgeschützten Objekte in Emmersdorf an der Donau enthält die 32 denkmalgeschützten, unbeweglichen Objekte der niederösterreichischen Marktgemeinde Emmersdorf an der Donau.

## Denkmäler
| Foto |                 | Denkmal                                                                                      | Standort                                                  | Beschreibung | Metadaten |
| ---- | --------------- | -------------------------------------------------------------------------------------------- | --------------------------------------------------------- | --- | --- |
| ja   | Datei hochladen | Aufnahmsgebäude Emmersdorf HERIS-ID: 49656 Objekt-ID: 53606                                  | Bahnzeile 2 Standort KG: Emmersdorf                       | Der Bahnhof der Donauuferbahn in Emmersdorf hat ein Aufnahmegebäude von 1909. | BDA-Hist.: Q122975224 Status: Bescheid Stand der BDA-Liste: 2025-06-30 Name: Aufnahmsgebäude Emmersdorf GstNr.: .70 Bahnhof Emmersdorf an der Donau                                            |
| ja   | Datei hochladen | Bahnlinie mit Viadukt HERIS-ID: 59313 Objekt-ID: 70515                                       | Bahnzeile 4 Standort KG: Emmersdorf                       | Die Donauuferbahn wurde 1909 erbaut. Bei ihrer Erbauung wurde Wert auf den Landschaftsschutz gelegt und zu diesem Zweck der Maler und Denkmalpfleger Rudolf Matthias Pichler beigezogen. Geschützt ist vor allem die 34 Kilometer lange Strecke zwischen Krems und Emmersdorf, die ein Teil des UNESCO-Weltkultur- und -naturerbes Wachau ist. | BDA-Hist.: Q38086895 Status: Bescheid Stand der BDA-Liste: 2025-06-30 Name: Bahnlinie mit Viadukt GstNr.: 548/1, 548/2, 548/3, 548/4 Bahnviadukt Emmersdorf                                    |
| ja   | Datei hochladen | Kath. Pfarrkirche hl. Nikolaus mit Epitaph HERIS-ID: 49658 Objekt-ID: 53608                  | Am Kirchenberg 4, in der Nähe Standort KG: Emmersdorf     | Die im Norden von Emmersdorf auf ansteigendem Gelände hoch und dominierend über dem Markt im Ortsteil Hofamt gelegene Pfarrkirche hl. Nikolaus ist eine spätgotische, dreijochige Pfeilerbasilika mit einem vermutlich aus dem 14. Jahrhundert stammenden Baukern und einem barockisiertem Westturm. Im Bereich des Mittelschiffs sind die Fundamente eines romanischen Vorgängerbaus mit runder Apsis eingegraben. | BDA-Hist.: Q36378699 Status: § 2a Stand der BDA-Liste: 2025-06-30 Name: Kath. Pfarrkirche hl. Nikolaus mit Epitaph GstNr.: .54 Pfarrkirche St. Nikolaus Emmersdorf                             |
| ja   | Datei hochladen | Bürgerhaus HERIS-ID: 49654 Objekt-ID: 53604                                                  | Emmersdorf an der Donau 3 Standort KG: Emmersdorf         | Das um 1900 erbaute Bürgerhaus am Hauptplatz 3 hat Eckrisalite und ist späthistoristisch-secessionistisch fassadiert. | BDA-Hist.: Q38035308 Status: § 2a Stand der BDA-Liste: 2025-06-30 Name: Bürgerhaus GstNr.: .12                                                                                                 |
| ja   | Datei hochladen | Bürgerhaus HERIS-ID: 33816 Objekt-ID: 31555                                                  | Emmersdorf an der Donau 4 Standort KG: Emmersdorf         | Das traufständige Biedermeierhaus aus der ersten Hälfte des 19. Jahrhunderts ist im Obergeschoß durch Doppelpilaster gegliedert. | BDA-Hist.: Q37954381 Status: § 57-Mandatsbescheid Stand der BDA-Liste: 2025-06-30 Name: Bürgerhaus GstNr.: 63                                                                                  |
| ja   | Datei hochladen | Wohnhaus mit Nischenfigur HERIS-ID: 33817 Objekt-ID: 31556                                   | Emmersdorf an der Donau 5 Standort KG: Emmersdorf         | Das Gebäude aus dem 15./16. Jahrhundert ist durch ein Walmdach gedeckt und durch ein Rundbogentor zwischen wuchtigen, geböschten Stützpfeilern zugänglich. Es ist Teil des Hotel-Restaurants »Zum Schwarzen Bären«. Innen befinden sich im Erdgeschoß zwei parallele, im rechten Winkel zur Fassade stehende Tonnengewölbe. | BDA-Hist.: Q37954391 Status: Bescheid Stand der BDA-Liste: 2025-06-30 Name: Wohnhaus mit Nischenfigur GstNr.: 61                                                                               |
| ja   | Datei hochladen | Bauernhaus HERIS-ID: 33818 Objekt-ID: 31557                                                  | Emmersdorf an der Donau 6 Standort KG: Emmersdorf         | Das Gebäude aus dem 16. Jahrhundert hat einen verbretterten Schopfwalmgiebel, einen dreiachsigen Breiterker mit seitlichen Spionfensterchen auf vier Konsolen, Reste von spätgotisch verstäbten Fenstern, unter dem Erker einen Zugang zum Keller und ornamentale Sgraffitomalerei. Es ist Teil des Hotel-Restaurant »Zum Schwarzen Bären«. | BDA-Hist.: Q37954404 Status: Bescheid Stand der BDA-Liste: 2025-06-30 Name: Bauernhaus GstNr.: 61 Farmhouse, Emmersdorf an der Donau 6                                                         |
| ja   | Datei hochladen | Wohnhaus HERIS-ID: 33819 Objekt-ID: 31558                                                    | Emmersdorf an der Donau 19 Standort KG: Emmersdorf        | Das Seitenflurhaus aus dem 18. Jahrhundert hat einen kreuzgratgewölbten Durchgangsflur und unter dem Schopfwalmdach ein Speichergeschoß. | BDA-Hist.: Q37954419 Status: Bescheid Stand der BDA-Liste: 2025-06-30 Name: Wohnhaus GstNr.: .45                                                                                               |
| ja   | Datei hochladen | Wohnhaus HERIS-ID: 33820 Objekt-ID: 31559                                                    | Emmersdorf an der Donau 20 Standort KG: Emmersdorf        | Das traufständige Gebäude hat einen Kern aus dem 15./16. Jahrhundert. Die Fassade wurde im 18./19. Jahrhundert mit einer Putzrahmengliederung ausgeführt. Rechts ist das Haus durch ein mächtiges, abgefastes Spitzbogenportal vom alten Kern zugänglich und links durch ein rundbogiges Eingangsportal. Innen führt ein platzlgewölbter Gang zu den einzelnen Räumlichkeiten. Im Obergeschoß befindet sich ein Raum mit einem möglicherweise spätmittelalterlichen Tonnengewölbe. | BDA-Hist.: Q37954428 Status: Bescheid Stand der BDA-Liste: 2025-06-30 Name: Wohnhaus GstNr.: .44                                                                                               |
| ja   | Datei hochladen | Wohnhaus HERIS-ID: 33821 Objekt-ID: 31560                                                    | Emmersdorf an der Donau 21 Standort KG: Emmersdorf        | Der Bau besteht aus zwei in der ersten Hälfte des 18. Jahrhunderts zusammengezogenen, im Kern spätmittelalterlichen Häusern. Seine Fassade ist unter Einbeziehung zweier spätgotischer Erker vielteilig gestaffelt. Diese ist im Erdgeschoß und an den Kanten durch Putzbänderung, rundbogige Fensterverdachungen und Schabrackendekor gegliedert. In einer Nische mit seitlichem Rocailledekor steht als Haussegenstatue eine volkstümliche Schutzmantelmaria. Seitlich liegen erneuerte Portale in Schulterbogenform aus dem 17. Jahrhundert. Der Durchgangsflur und ein Raum im Obergeschoß sind durch Stichkappentonnen gewölbt. | BDA-Hist.: Q37954448 Status: Bescheid Stand der BDA-Liste: 2025-06-30 Name: Wohnhaus GstNr.: .43 Emmersdorf 21                                                                                 |
| ja   | Datei hochladen | Gemeindeamt mit Figuren HERIS-ID: 49655 Objekt-ID: 53605                                     | Emmersdorf an der Donau 22 Standort KG: Emmersdorf        | Das Gemeindeamt von Emmersdorf ist ein zweigeschoßiger, traufständiger Bau mit einem Kern aus dem 15./16. Jahrhundert. Die biedermeierliche Fassade mit einem zweiachsigen, übergiebelten Mittelrisalit und Putzbänderung sowie mit Blendbögen im Obergeschoß geht auf das zweite Viertel des 19. Jahrhunderts zurück. Als Haussegenstatue dient eine Figur von Maria als Fürbitterin aus dem 19. Jahrhundert. Im Wirtschaftstrakt ist ein kleines, spätgotisch gerahmtes Rechteckfenster aus der Zeit um 1500 zu sehen. Der Seitenflur ist durch eine Stichkappentonne gewölbt und verfügt über eine wahrscheinlich im 19. Jahrhundert erneuerte Wappenmalerei. Im Erdgeschoß befindet sich ein weites Stichkappengewölbe. Im Obergeschoß gibt es einen Saal mit gekehlter Flachdecke und einem geschweiften Stuckspiegel mit Mittelrosette, der Ende des 17. Jahrhunderts angefertigt und wahrscheinlich im 18. Jahrhundert ergänzt wurde. Zur Einrichtung zählt unter anderem eine Nepomukstatue. | BDA-Hist.: Q38035319 Status: § 2a Stand der BDA-Liste: 2025-06-30 Name: Gemeindeamt mit Figuren GstNr.: .41/3 Gemeindeamt Emmersdorf an der Donau                                              |
| ja   | Datei hochladen | Wohnhaus HERIS-ID: 33822 Objekt-ID: 31561                                                    | Emmersdorf an der Donau 31 Standort KG: Emmersdorf        | Das Gebäude aus dem 16. Jahrhundert ist durch ein Walmdach gedeckt und mit einem wuchtigen Erker auf Konsolen mit klobiger Pilastergliederung aus dem 16./17. Jahrhundert ausgestattet. Das Hinterhaus liegt unter einem Schopfwalmdach und wurde im 18. Jahrhundert erbaut. | BDA-Hist.: Q37954460 Status: Bescheid Stand der BDA-Liste: 2025-06-30 Name: Wohnhaus GstNr.: .30 Emmersdorf an der Donau 31                                                                    |
| ja   | Datei hochladen | Figurenbildstock hl. Koloman HERIS-ID: 77355 Objekt-ID: 90981                                | Kolomanistraße 1 Standort KG: Emmersdorf                  | In einer Nische am Kirchenaufgang steht eine Statue des hl. Koloman aus dem 19. Jahrhundert. | BDA-Hist.: Q38149075 Status: § 2a Stand der BDA-Liste: 2025-06-30 Name: Figurenbildstock hl. Koloman GstNr.: 535/3                                                                             |
| ja   | Datei hochladen | Kapelle hl. Maria Magdalena HERIS-ID: 58819 Objekt-ID: 69659                                 | Emmersdorf an der Donau 34, neben Standort KG: Emmersdorf | Die im Zentrum von Emmersdorf südseitig am Hauptplatz gelegene Kapelle hl. Maria Magdalena, gestiftet 1416 durch Paul Frey von Freising, 1809 beschädigt und 1813 wiederhergestellt, springt leicht aus der Häuserzeile vor und ist durch ihre mehrfach gestaffelte Front mit dem Stiegenaufgang und der loggienartigen Vorhalle charakterisiert. Sie ist durch ein reich verstäbtes, spätgotisches Spitzbogenportal zugänglich. | BDA-Hist.: Q37820327 Status: § 2a Stand der BDA-Liste: 2025-06-30 Name: Kapelle hl. Maria Magdalena GstNr.: .26 Chapel Maria Magdalena, Emmersdorf                                             |
| ja   | Datei hochladen | Bildstock HERIS-ID: 77358 Objekt-ID: 90984                                                   | Standort KG: Emmersdorf                                   | Ein abgefaster Pfeiler mit wuchtigem Tabernakelaufsatz und einer zart profilierten Spitzbogennische. Vermutlich aus dem Ende des 15. Jahrhunderts. | BDA-Hist.: Q38149100 Status: § 2a Stand der BDA-Liste: 2025-06-30 Name: Bildstock GstNr.: 530/1                                                                                                |
| ja   | Datei hochladen | Ortskapelle HERIS-ID: 49773 Objekt-ID: 53882                                                 | Gossam 4, gegenüber Standort KG: Gossam                   | Die Ortskapelle von Gossam ist ein Rechteckbau mit zweigeschoßigem Chorturm und Ortsteingliederung aus dem späten 19. Jahrhundert. Der Innenraum verfügt über ein gedrücktes Tonnengewölbe. Der schlichte Altar ist in neobarocken Formen ausgeführt und stammt aus der Bauzeit. | BDA-Hist.: Q38035989 Status: § 2a Stand der BDA-Liste: 2025-06-30 Name: Ortskapelle GstNr.: .61 Ortskapelle Gossam                                                                             |
| ja   | Datei hochladen | Burg- und Kapellenruine hl. Pankraz HERIS-ID: 58820 Objekt-ID: 69660                         | Gossam 25, in der Nähe Standort KG: Gossam                | Die Burganlage wurde um 1100 als Sitz von Ulrich de Gosheime errichtet. Später fiel die Herrschaft Gossam den Babenbergern zu, womit die Burg ihre Funktion verlor. Nun erlangte die Kapelle an Bedeutung als Wallfahrtsort und wurde mehrmals erweitert. Letzte Gottesdienste wurden um 1780 abgehalten. Die Rettung der noch unter Dach befindlichen Kirche wurde um 1900 verworfen, erst ab 1988 wurden Sicherungsmaßnahmen am Burgkircherl durchgeführt. | BDA-Hist.: Q38084888 Status: § 2a Stand der BDA-Liste: 2025-06-30 Name: Burg- und Kapellenruine hl. Pankraz GstNr.: .32 Kapellenruine hl. Pankraz                                              |
| ja   | Datei hochladen | Bildstock HERIS-ID: 77399 Objekt-ID: 91027                                                   | bei Grimsing 24 Standort KG: Grimsing                     | Südöstlich von Grimsing steht eine Wegkapelle mit Dreieckgiebel und Lanzettgitter. 1996 entdeckte man bei der Restaurierung Reste von historischen Malereien aus der Barockzeit an der Decke (Seccotechnik) und Rückwand (Freskotechnik). Anmerkung: Die Wegkapelle befindet sich tatsächlich südlich Grimsing 30 auf dem Grundstück Nr. 801/2. | BDA-Hist.: Q38149192 Status: § 2a Stand der BDA-Liste: 2025-06-30 Name: Bildstock GstNr.: 14/2 Bildstock Grimsing                                                                              |
| ja   | Datei hochladen | Bildstock hl. Johannes Nepomuk HERIS-ID: 77411 Objekt-ID: 91040                              | bei Bahnweg 1 Standort KG: Hain                           | An der Durchzugsstraße des Ortsteils Seegarten von Emmersdorf steht eine Johannes Nepomuk geweihte Wegkapelle aus der ersten Hälfte des 19. Jahrhunderts. Eine am Giebel befindliche Wandmalerei zeigt den Brückensturz Johannes Nepomuks mit einer Ansicht von Prag, in der Kapelle steht eine Figur des Heiligen. | BDA-Hist.: Q38149242 Status: Bescheid Stand der BDA-Liste: 2025-06-30 Name: Bildstock hl. Johannes Nepomuk GstNr.: 247/2 Bildstock hl. Nepomuk, Hain                                           |
| ja   | Datei hochladen | Pfarrhof HERIS-ID: 49657 Objekt-ID: 53607                                                    | Hofamt 1 Standort KG: Hofamt                              | Der nördlich der Kirche gelegene Pfarrhof ist ein wuchtiger, zweigeschoßiger Zweiflügelbau mit Walmdach, errichtet im Jahr 1738, der möglicherweise über einen spätmittelalterlichen Baukern verfügt. Die Fassade ist durch Lisenen und Putzschnittdekor gegliedert. Durch ein Rundbogenportal vor einer stichkappengewölbten Durchfahrtshalle ist der Bau zugänglich. Im Obergeschoß ist eine Flachdecke mit geschweiftem Stuckdekor zu sehen. | BDA-Hist.: Q38035345 Status: § 2a Stand der BDA-Liste: 2025-06-30 Name: Pfarrhof GstNr.: .24 Pfarrhof Emmersdorf an der Donau                                                                  |
| ja   | Datei hochladen | Schloss, Hotel/Pension, Rotenhof HERIS-ID: 45657 Objekt-ID: 47038                            | Hofamt 14 Standort KG: Hofamt                             | Das ehemalige Schloss Rotenhof, im Ortsteil Hofamt auf einer Anhöhe westlich gegenüber der Pfarrkirche gelegen, war ursprünglich ein Festes Haus, das 1402 auf Befehl von Herzog Albrecht IV. zerstört wurde und später als Sitz des landesfürstlichen Pflegers wiederhergestellt wurde. Der Kern des heutigen, zwei- bis dreigeschoßigen, traufständigen Baus stammt aus dem 16. Jahrhundert. 1883 wurde das Schloss in Formen des romantischen Historismus vollständig umgebaut. Es verfügt über einen viergeschoßigen Turm mit vier aufgesetzten Ecktürmchen. | BDA-Hist.: Q38017249 Status: Bescheid Stand der BDA-Liste: 2025-06-30 Name: Schloss, Hotel/Pension, Rotenhof GstNr.: .10/1 Schloss Rotenhof, Emmersdorf an der Donau                           |
| ja   | Datei hochladen | Schule HERIS-ID: 87776 Objekt-ID: 102209                                                     | Schulgasse 1 Standort KG: Hofamt                          | Das Volksschulgebäude geht auf das Jahr 1854 zurück. 1959 wurden größere Veränderungen durchgeführt und an der Ostseite wurde die Hauptschule angebaut. | BDA-Hist.: Q37721957 Status: § 2a Stand der BDA-Liste: 2025-06-30 Name: Schule GstNr.: 218, 217                                                                                                |
| ja   | Datei hochladen | Schule HERIS-ID: 77353 Objekt-ID: 90979                                                      | Schulgasse 2 Standort KG: Hofamt                          | Das Volksschulgebäude geht auf das Jahr 1854 zurück. 1959 wurden größere Veränderungen durchgeführt und an der Ostseite wurde die Hauptschule angebaut. | BDA-Hist.: Q38149049 Status: § 2a Stand der BDA-Liste: 2025-06-30 Name: Schule GstNr.: 284 |
| ja   | Datei hochladen | Bildstock HERIS-ID: 77519 Objekt-ID: 91149                                                   | Standort KG: Hofamt                                       | Nördlich des Ortes in Richtung Reith steht ein wuchtiger Pfeiler mit Tabernakelaufsatz und Pyramidendach aus dem frühen 16. Jahrhundert. Er verfügt über ein reliefiertes Kruzifix. | BDA-Hist.: Q38149701 Status: § 2a Stand der BDA-Liste: 2025-06-30 Name: Bildstock GstNr.: 256                                                                                                  |
| ja   | Datei hochladen | Aufbahrungshalle HERIS-ID: 58816 Objekt-ID: 69656                                            | Hofamt 1, bei Standort KG: Hofamt                         | Bei der Aufbahrungshalle ist eine Gedenktafel zu Ehren von Anton Brunner angebracht. | BDA-Hist.: Q38084860 Status: § 2a Stand der BDA-Liste: 2025-06-30 Name: Aufbahrungshalle GstNr.: 219                                                                                           |
| ja   | Datei hochladen | Wegkapelle hl. Johannes Nepomuk HERIS-ID: 77574 Objekt-ID: 91204                             | Standort KG: Schallemmersdorf                             | Am südlichen Ortsausgang steht ein kapellenartiger Breitpfeiler des 19. Jahrhunderts. Anmerkung: Sowohl Standortangabe als auch Grundstücksnummer dürften falsch sein. | BDA-Hist.: Q38149933 Status: § 2a Stand der BDA-Liste: 2025-06-30 Name: Wegkapelle hl. Johannes Nepomuk GstNr.: 137                                                                            |
| ja   | Datei hochladen | Schlossanlage Luberegg HERIS-ID: 34883 Objekt-ID: 33374                                      | Luberegg 18 Standort KG: St. Georgen                      | Schloss Luberegg ist ein zwischen 1774 und 1787 von Friedrich Joseph Edler von Fürnberg erbaute Gebäudezeile aus frühklassizistischen kubischen Bauten mit Holzschindeldächern. | BDA-Hist.: Q16856698 Status: Bescheid Stand der BDA-Liste: 2025-06-30 Name: Schlossanlage Luberegg GstNr.: 19, 22/1, 22/3 Schloss Luberegg                                                     |
| ja   | Datei hochladen | Georgsäule HERIS-ID: 77566 Objekt-ID: 91196                                                  | Sankt Georgen Standort KG: St. Georgen                    | Eine 1963 von Edmund Reitter geschaffene Figur des Heiligen Georg ruht auf einer im ersten Viertel des 16. Jahrhunderts errichteten Säule mit oktogonalem Schaft und rautenförmigem Kerbschnittdekor sowie einer Deckplatte mit durchkreuztem Stabwerk. Im Westturm der Filialkirche befindet sich der ursprüngliche Bildstockaufsatz, eine fragmentierte Figurengruppe hl. Georg mit dem Drachen aus dem 1. Viertel des 16. Jahrhunderts. | BDA-Hist.: Q38149879 Status: § 2a Stand der BDA-Liste: 2025-06-30 Name: Georgsäule GstNr.: 45/1                                                                                                |
| ja   | Datei hochladen | Kath. Filialkirche hl. Georg HERIS-ID: 50621 Objekt-ID: 55755                                | neben Sankt Georgen 34 Standort KG: St. Georgen           | Die am westlichen Ortsausgang gelegene Filialkirche hl. Georg ist ein schlichter, romanischer Rechteckbau mit ungegliedertem Langhaus und flach geschlossenem Chor. An der Ostseite ist eine Randluke mit kreuzförmiger Öffnung zu sehen. An der Nordseite des Langhauses führt eine Außentreppe zum Hocheinstieg. Der vorgestellte Westturm wurde wohl im 13./14. Jahrhundert errichtet. Er trägt ein reliefiertes Melker Prälatenwappen. | BDA-Hist.: Q38041253 Status: § 2a Stand der BDA-Liste: 2025-06-30 Name: Kath. Filialkirche hl. Georg GstNr.: .9                                                                                |
| ja   | Datei hochladen | Fürnberg’sche Poststraße HERIS-ID: 35278 Objekt-ID: 33951                                    | Weitenegg Standort KG: St. Georgen                        | Die Poststraße wurde 1780 von Freiherr von Fürnberg erbaut und führt von Luberegg über Weitenegg, Leiben, Pöggstall und Martinsberg nach Gutenbrunn. | BDA-Hist.: Q64692022 Status: § 2a Stand der BDA-Liste: 2025-06-30 Name: Fürnberg´sche Poststraße GstNr.: 640/3                                                                                 |
| ja   | Datei hochladen | Straßenbrücke HERIS-ID: 92579 Objekt-ID: 107520                                              | Sankt Georgen 31, in der Nähe Standort KG: St. Georgen    | Anmerkung: Die Straßenbrücke verbindet die Gemeinden Emmersdorf und Leiben über den Weitenbach. | BDA-Hist.: Q37760300 Status: § 2a Stand der BDA-Liste: 2025-06-30 Name: Straßenbrücke GstNr.: 652, 649/2                                                                                       |
| ja   | Datei hochladen | Fußgängerbrücke, Johannesbrücke (Fürnberg’sche Poststraße) HERIS-ID: 92594 Objekt-ID: 107537 | Sankt Georgen 31, in der Nähe Standort KG: St. Georgen    | Die gemauerte Bogenbrücke ist Teil der Fürnbergschen Poststraße. Die Johannesbrücke verbindet die Gemeinden Emmersdorf und Leiben über den Weitenbach. | BDA-Hist.: Q64692025 Status: § 2a Stand der BDA-Liste: 2025-06-30 Name: Fußgängerbrücke, Johannesbrücke (Fürnberg´sche Poststraße) GstNr.: 652, 640/3 Fürnbergsche Poststraße - Johannesbrücke |